# Joseph Bottoms
Joseph Bottoms (* 22. April 1954 in Santa Barbara, Kalifornien) ist ein US-amerikanischer Schauspieler.

## Leben
Joseph Bottoms stammt aus einer Schauspielerfamilie. Seine Brüder Timothy Bottoms (* 1951), Sam Bottoms (1955–2008) und Ben Bottoms (* 1960) arbeiten ebenfalls im Filmgeschäft. Er ist seit 1973 Schauspieler, die bekanntesten Filmproduktionen, in denen er zu sehen war, sind Die Weltumseglung (1974), Frankensteins Spukschloß (1975), Holocaust – Die Geschichte der Familie Weiß (1978), Das schwarze Loch (1979) und Joseph’s Gift (1998). Daneben stand er für Fernsehserien wie Profiler, Walker, Texas Ranger und V.I.P. – Die Bodyguards vor der Kamera.
Für seine Darstellung von Robin Lee Graham, einem 16-jährigen Jungen, der allein in einem 23 Fuß langen Boot die Welt umsegelte, gewann Joseph Bottoms 1975 einen Golden Globe Award als Bester Nachwuchsdarsteller. Der Film The Dove (Die Weltumseglung, Regie: Charles Jarrott) war auch in der Kategorie Beste Musik nominiert.